# Gare de Jacquet River
La  gare de Jacquet River et une gare ferroviaire canadienne. Elle est située à Jacquet River, quartier du village de Belledune, dans le comté de Restigouche du Nouveau-Brunswick. 
Halte voyageurs de Via Rail Canada, elle est desservie à la demande des voyageurs par le train l'Océan.

## Histoire
Le bâtiment voyageurs, qui ne disposait déjà plus de personnel, est fermé au service des voyageurs le 25 octobre 2013.

## Service des voyageurs

### Accueil
Halte voyageurs Via Rail Canada, c'est un point d'arrêt non géré (PANG) avec un quai.

### Desserte
Jacquet River est desservie, à la demande des voyageurs, par le train l'Océan.

### Intermodalité
Le stationnement des véhicules est possible à proximité.